# Ред-Уинг (город, Миннесота)
Ред-Уинг (англ. Red Wing) — город в округе Гудхью, штат Миннесота, США. На площади 107,1 км² (91,7 км² — суша, 15,5 км² — вода), согласно переписи 2000 года, проживают 13 116 человек. Плотность населения составляет 175,8 чел./км².
- Телефонный код города — 651
- Почтовый индекс — 55066
- FIPS-код города — 27-53620[1]
- GNIS-идентификатор — 0649885[2]